# Ascorhynchus castelli
Ascorhynchus castelli är en havsspindelart som först beskrevs av Dohrn, A. 1881.  Ascorhynchus castelli ingår i släktet Ascorhynchus och familjen Ammotheidae. Inga underarter finns listade i Catalogue of Life.